# Сосновка (Бабушкинский район)
Сосновка — деревня в Бабушкинском районе Вологодской области.
Входит в состав Подболотное сельское поселение, с точки зрения административно-территориального деления — в Подболотный сельсовет.
Расстояние по автодороге до районного центра села имени Бабушкина составляет 111 км, до центра муниципального образования Кокшарки — 2 км. Ближайшие населённые пункты — Бучиха, Коршуниха, Суздалиха, Безгачиха.
Население по данным переписи 2002 года — 159 человек (82 мужчины, 77 женщин). Всё население — русские.